# Джеронімо (Техас)
Джеронімо (англ. Geronimo) — переписна місцевість (CDP) в США, в окрузі Гвадалупе штату Техас. Населення — 1097 осіб (2020).

## Географія
Джеронімо розташоване за координатами 29°40′22″ пн. ш. 97°58′7″ зх. д. / 29.67278° пн. ш. 97.96861° зх. д. (29.672800, -97.968567).  За даними Бюро перепису населення США в 2010 році переписна місцевість мала площу 21,11 км², уся площа — суходіл.

## Демографія
Згідно з переписом 2010 року, у переписній місцевості мешкали 1032 особи в 312 домогосподарствах у складі 259 родин. Густота населення становила 49 осіб/км².  Було 341 помешкання (16/км²).
Расовий склад населення:
| - 78,3 % — білих - 4,6 % — чорних або афроамериканців - 0,7 % — азіатів - 0,4 % — корінних американців - 14,0 % — осіб інших рас |

До двох чи більше рас належало 2,1 %. Частка іспаномовних становила 50,7 % від усіх жителів.
За віковим діапазоном населення розподілялося таким чином: 33,2 % — особи молодші 18 років, 58,8 % — особи у віці 18—64 років, 8,0 % — особи у віці 65 років та старші. Медіана віку мешканця становила 32,0 року. На 100 осіб жіночої статі у переписній місцевості припадало 97,7 чоловіків;  на 100 жінок у віці від 18 років та старших — 91,9 чоловіків також старших 18 років.
Середній дохід на одне домашнє господарство  становив 71 214 долари США (медіана — 55 272), а середній дохід на одну сім'ю — 87 350 доларів (медіана — 71 310). За межею бідності перебувало 14,4 % осіб, у тому числі 10,7 % дітей у віці до 18 років та 20,3 % осіб у віці 65 років та старших.
Цивільне працевлаштоване населення становило 875 осіб. Основні галузі зайнятості: роздрібна торгівля — 25,4 %, виробництво — 18,1 %, мистецтво, розваги та відпочинок — 18,1 %.